# غلين ميدلتون
غلين ميدلتون (بالإنجليزية: Glenn Middleton) هو لاعب كرة قدم بريطاني، ولد في 2000 في نورثامبتون في المملكة المتحدة. شارك مع منتخب اسكتلندا تحت 17 سنة لكرة القدم. أما مع النوادي، فقد لعب مع نادي رينجرز.

## وصلات خارجية
- غلين ميدلتون على موقع الاتحاد الإسكتلندي (الإنجليزية)
- غلين ميدلتون على موقع قاعدة بيانات كرة القدم.إي يو (الإنجليزية)
- غلين ميدلتون على موقع Soccerbase.com (لاعب) (الإنجليزية)
- غلين ميدلتون على موقع Soccerway.com (الإنجليزية)
- غلين ميدلتون على موقع عالم كرة القدم.نت (الإنجليزية)